# 中山道鵜沼宿脇本陣
中山道鵜沼宿脇本陣（なかせんどううぬまじゅくわきほんじん）は、岐阜県各務原市鵜沼西町にある文化施設。

## 概要
- 中山道鵜沼宿の観光などの拠点の一つ。中山道鵜沼宿の脇本陣であった坂井家（1891年（明治24年）の濃尾地震で倒壊）跡地に各務原市が復元した施設である。2010年（平成22年）5月開館。
- 間取りは鵜沼宿家並図（安政7年製作）を参考にしており、当時の間取りがほぼ再現されている。外観は中山道分間延絵図（寛政12年製作）を参考にしているが、不明な点もあり、太田宿脇本陣（旧太田脇本陣林家住宅）などの現存する脇本陣の外観や意匠を参考にして復元している。
- 脇本陣の坂井家には松尾芭蕉貞享年間に3度滞在したという。中山道鵜沼宿脇本陣には芭蕉が自らが刻んだと伝えられる珪化木の句碑や更科紀行の句碑が展示されている。

## 建築概要
- 切妻屋根の建物であり、門、玄関、上段の間を備える。畳の間は13室、湯殿は3か所、板間、土間などがある。建物の一部は2階建だが、2階部分は天井が低い構造（厨子二階）となっている。
- 建築面積は344.59m2、床面積は286.79m2[1]。
- 畳の間の一部、板間、土間は有料で貸し出し可能（事前予約制）。

## 利用案内
- 所在地:岐阜県各務原市鵜沼西町1丁目137番地
- 開館時間:9:00 - 17:00
- 休館日:月曜日（月曜日が祝日の場合その翌日）、祝日の翌日（その日が土日月曜日、祝日の場合さらにその翌日）、年末年始（12月28日～1月4日）

## 交通アクセス
- 名鉄各務原線鵜沼宿駅下車、徒歩約15分。
- JR高山本線鵜沼駅、名鉄各務原線新鵜沼駅下車、徒歩約20分。
- 各務原市ふれあいバス 鵜沼線、東西朝夕便「鵜沼西町」バス停より徒歩約2分。

## その他
- 鵜沼宿一帯は江戸時代の町並みに再生整備が行われており、中山道鵜沼宿脇本陣はこの整備の一環として復元された。
- 鵜沼宿に現存する古い建物は、中山道鵜沼宿町屋館（旧・旅籠「絹屋」）、坂井家住宅 、菊川酒造（本蔵・豆蔵・一号倉庫・二号倉庫）、安田家住宅、梅田家住宅、茗荷屋梅田家住宅、宇留摩庵などがある。